# Аэропорт (Марий Эл)
Аэропорт — посёлок в Медведевском районе Марий Эл Российской Федерации. Входит в состав Сенькинского сельского поселения.
Численность населения — 314 человек (2020 год).

## География
Посёлок Аэропорт располагается в 5 км на север от границы города Йошкар-Олы по федеральной автомобильной дороге Р176 «Вятка», в трёх км от административного центра поселения — деревни Сенькино. Посёлок непосредственно примыкает к аэропорту Йошкар-Ола.

## История
Поселок образовался на месте строительства нового аэродрома «Йошкар-Ола» (ныне — аэропорт Йошкар-Ола). Впервые упоминается в справочнике административно-территориального деления Марийской АССР за 1961 год как поселок Аэропорт Шойбулакского сельского совета Медведевского района.
В конце 50-х и в 60-е годы были построены первые жилые дома — служебное жильё для сотрудников аэропорта. В те же годы было проведено электричество и водопровод.
По Указу Президиума Верховного Совета МАССР от 23 декабря 1971 года посёлок был передан в административное подчинение Йошкар-Олинскому городскому совету. С 1973 года — в подчинении Заводского райисполкома Йошкар-Олы.

## Население
| 2010 | 2011 | 2012 | 2013 | 2014 | 2018 | 2020 |
| ---- | ---- | ---- | ---- | ---- | ---- | ---- |
| 289  | ↗316 | ↗317 | ↘314 | ↘307 | ↘303 | ↗314 |

Национальный состав на 1 января 2014 г.:
| Национальность | Численность, чел. | Доля    |
| -------------- | ----------------- | ------- |
| всего          | 307               | 100,0 % |
| Марийцы        | 144               | 47,0 %  |
| Русские        | 152               | 49,5 %  |
| Татары         | 4                 | 1,3 %   |
| Чуваши         | 4                 | 1,3 %   |
| другие         | 3                 | 1,0 %   |

## Описание
Жители проживают в 6 многоквартирных домах (123 квартиры), имеющих централизованное отопление, водоснабжение и водоотведение. Дома газифицированы. Имеется асфальтовое покрытие.
В посёлке располагается аэропорт Йошкар-Ола, предприятия ООО «Колибри» (кулинарные изделия), ООО «Даймонд» (деревообработка).
В посёлке отсутствуют образовательно-воспитательные учреждения. В посёлке действует продовольственный магазин и почтовое отделение.